# 弗朗西斯·布林克利
弗朗西斯·布林克利（英語：Francis Brinkley，1841年12月30日—1912年10月12日），盎格魯愛爾蘭人，先後擔任軍官、記者、報社老闆、教授等。他在日本住了四十多年、橫跨了整個明治時代，撰寫許多日本文化、艺术、建筑的相關著作、並和日本人共同编纂英日辭典。西里尔·康诺利是他的姪孫。

## 早年生活
1841年，布林克利生于米斯郡帕森斯敦府（Parsonstown House）。他是帕森斯敦太平绅士理查·布林克利（Richard Brinkley）与妻子哈丽特·格雷夫斯（Harriet Graves）的第十三個孩子，也是最小的兒子。
布林克利的祖父约翰·布林克利是末代克洛因主教與首位爱尔兰皇家天文學者；外祖父理查德·格雷夫斯則是三一学院院士和阿达格學院（Dean of Ardagh）院长。姐姐克朗塔夫城堡的简·弗农（Jane Vernon of Clontarf Castle）是西里尔·康诺利的祖母。另一位姐姐安娜（Anna）在其首位丈夫詹姆斯王金斯顿伯爵五世去世后，成为金斯顿伯爵夫人，並為米切尔斯敦城堡末代堡主。藉著娘家關係，布林克利和同樣熱衷外国文化的语言学家理查德·弗朗西斯·伯顿為亲戚。
布林克利起初就讀邓甘嫩皇家学校，並在数学科和古典文学科獲得高分；之後就讀三一学院、並在畢業後從軍，獲伍利奇皇家军事学院錄取後成為炮兵軍官。布林克利的表兄、第六任香港总督麥當奴爵士，隨後邀请他前往遠東擔任其副官。
1866年，布林克利在前往香港途中參訪長崎市、目睹了两位武士在決鬥。布林克利發現贏家会用羽織蓋住自己殺害的对手，隨後「跪下並合掌祈祷。」据说布林克利對他們的禮節留下深刻印象，並决定長居日本。

## 日本生活
1867年，布林克利前往日本横滨，此後再也没有回到英國。布林克利在當地隸屬英国公使馆、擔任英國皇家砲兵军官與日本大使館的助理駐外武官。布林克利赴日後，很快就精通日語說寫。1871年，布林克利辭去軍職，出任御雇外國人；并在海军炮兵学校為大日本帝國海軍教授炮兵技术。1878年，布林克利獲邀擔任工部大學校（后为东京帝国大学的一部分）的数学教授，並在該校任職兩年半。
自1873年起，日本法律允许跨族通婚。五年後的1878年，日本新聞報導布林克利与前水戶藩武士之女田中安子结婚。1886年3月，日本政府正式認可兩人婚約；布林克利也向公使馆尋求結婚許可，但公使館考量到安子結婚的国籍問題，拒絕其許可。1890年2月，英國法院推翻公使馆決定，正式認可布林克利的婚姻，兩人的婚姻之路，至此才告一段落。夫婦膝下有两子一女，其中一位兒子名為杰克·罗纳德·布林克利（Jack Ronald Brinkley）。
1881年，布林克利買下了《日本每週郵報》（The Japan Weekly Mail），簡稱《日本郵報》（Japan Mail）。布林克利自此便擔任該報的老闆兼主編，直至去世為止。日本政府對《日本郵報》提供經濟支持，作為交換，報紙立場偏向日本。《日本郵報》後來和《日本時報》合并。儘管《日本郵報》是遠東地區最受歡迎的英語報紙, 其運作方式也頗受詬病：《日本记事报》老闆罗伯特·杨把《日本郵報》稱做「拿錢辦事」（paid advocacy）、甚至有部份批評者指稱該報「不過是政府的宣傳機構
」（government propaganda organ）。
甲午战争后，布林克利成为《泰晤士报》驻东京特派员，並因其於日俄战争的報導而聲名大噪。明治天皇授予布林克利瑞寶章，以表揚其促進日英关系。另外，布林克利还是日本郵船公司顾问。著名英国记者F·A·麦肯锡寫道：
眾人承认布林克利对日本生活和语言的丰富理解，但他與日本政府的正式關係過密、在日本又有個人利益，這些都削弱其判斷獨立性。他的雜誌被視為日本政府的喉舌，而本人甚至比日本人還偏袒日本。可以有把握地預測，如果日本和英国发生利益爭端，布林克利和他的雜誌肯定會不遗余力地替日本辯護。
布林克利在1912年临终前写给《泰晤士报》的最后一封电报，是報導乃木希典夫婦受明治天皇去世影響，決定切腹殉死。

## 個人生活
布林克利的嗜好廣泛，包含园艺、日本艺术品收藏、陶器、板球、网球、骑马、狩猎等。其艺术收藏之後捐給世界各地的博物馆，但大部分馆藏在關東大地震與第二次世界大战後付之一炬。
布林克利撰写大量與日本历史和日本藝術相關文章。1915年，《泰晤士报》出版其著作《日本人的歷史》（A History of the Japanese People），其涵盖日本的历史、美术、文學等，時間從民族起源開始到明治后期為止。 此外，還收錄了一些與日本及其周邊戰爭有關的文章，如《日本與中俄的戰爭》（Wars with China and Russia）等，詳細敘述了日本對周邊國家的侵略（invasion）及佔領。

## 死亡
1912年，布林克利在乃木希典逝世一个月后也跟著逝世，享年70岁。出席葬礼的有贵族院议长德川家達、海军大臣齋藤實、外务大臣内田康哉等。布林克利葬於东京市中心青山陵园的外国人墓地。
薩道義在1912年11月21日写给弗雷德里克·维克多·迪金斯的信中谈到布林克利：「布林克利回憶錄啊，就本人閱歷，應該沒有比《泰晤士报》那篇還詳盡的了。如您所知，我其實信不過他。我這就想不透，究盡是誰寫了那篇報導。肯定如您所言，乃愚昧之輩所著。」
弗兰克·布林克利在临终前，曾向儿子杰克讲述了日俄战争期间发生的事件：日军在奉天会战中击败俄军后，參謀總長兒玉源太郎秘密回国，敦促日本政府与俄罗斯缔结和约。当时这是重大機密，但他却将其吐露给《泰晤士报》特派員布林克利，表明兒玉源太郎相當信任他。

## 出版物
- 《英国銃隊練法 : 1870年式》 By Frank Brinkley. 服部本之助, 玉置正造. 津: 整暇堂, 1872
- 《語学独案内》 By Frank Brinkley.
  - 東京: 日就社, 1876
  - With 門野久太郎. 東京: 文学社, 1887-11
  - 東京, 岩森錠太郎等. 1888
  - 東京: 集山堂, 1896.4
- The Kyoto Industrial Exhibition of 1895: held in celebration of the eleven hundredth anniversary of the city's existence By Frank Brinkley. 京都: The Kyoto City Government, 1895
- 《和英大辞典》 By Frank Brinkley. 東京: 三省堂, 1897.10
- Japan: described and illustrated by the Japanese; written by eminent Japanese authorities and scholars / edited by Captain F. Brinkley. By Frank Brinkley. 波士頓: J. B. Millet Company, 1897-1898.
  - 岡倉覚三 譯. 倫敦: The Folio Society, 2012.
- Japan, its history, arts and literature  By Frank Brinkley. 東京: J.B. Millet, 1901-1902
- Oriental series: Japan and China / by F. Brinkley.  By Frank Brinkley. 波士頓: J. B. Millet, 1901-1902.
- The art of Japan / by Captain F. Brinkley.  By Frank Brinkley. 波士頓: J. B. Millet, 1901.
- China; its history, arts and literature, by Captain F. Brinkley. By Frank Brinkley. 波士頓: J. B. Millet, 1902
- An unabridged Japanese-English dictionary  By Frank Brinkley, 南条文雄, 岩崎行親, 1855-1928 東京: 三省堂, 1907-07
- 《新語学独案内》 By Frank Brinkley. 東京: 三省堂, 1910-06
- The world's English readers  By Brinkley, Frank, 斎藤 秀三郎, 1866-1929 東京: Nichi-Eisha, 1911
- A history of the Japanese people: from the earliest times to the end of the Meiji era / by Capt. F. Brinkley, with the collaboration of Baron Kikuchi. By Frank Brinkley. 菊池大麓. 紐約: The Encyclopædia Britannica Co., 1914-1915
- Brinkley's Japanese-English dictionary By Frank Brinkley. 劍橋: W.Heffer and sons, 1963